# Смертоносное дело: История Кэролин Уормус
«Смертоносное дело: История Кэролин Уормус» — американский художественный фильм 1992 года, основанный на реальных событиях.

## Сюжет
Убита жена учителя физкультуры. В убийстве подозревают вдовца и его любовницу.

## В ролях
- Вирджиния Мэдсен — Каролин Вармус
- Крис Сарандон — Пол Соломон
- Нед Айзенберг — Det. Richard Freedman
- Том Мэйсон — Det. Mike McCormick
- Роберт Пикардо — Дэвид Лэвис
- Уильям Х. Мэйси — Шон Хаммел